# José Antonio Martínez de Aldunate
José Antonio Martínez de Aldunate y Garcés de Marcilla (Santiago de Chile, 21 de diciembre de 1731-Santiago, 8 de abril de 1811) fue un catedrático chileno, rector de la Real Universidad de San Felipe (antecesora directa de la Universidad de Chile), sacerdote católico, obispo electo de Santiago y doctor en derecho civil y ciencias sagradas. Es conocido principalmente por haber sido el primer vocal de la Primera Junta Nacional de Gobierno de Chile y vicepresidente de la misma. En vida fue profundamente conocido y querido por su carisma, su caridad y sus valores liberales que abogaban por reformas coloniales.

## Biografía e importancia
Perteneciente a una de las familias más encumbradas del reino, se le sumó un temprano interés por la carrera eclesiástica y las ciencias: cursó latín, filosofía y teología en el convictorio jesuítico de San Francisco Javier (tras la expulsión de los jesuitas conocido como Convictorio Carolino y tras la independencia integrado al Instituto Nacional). Para los 25 años ya era un conocido jurista y teólogo, por esa misma edad fue graduado de doctor en la Real Universidad de San Felipe.
Desde su graduación, Martínez de Aldunate pasó por los mayores honores y distinciones de la carrera eclesiástica: en 1755, un año antes de su primera misa, obtuvo el cargo de promotor fiscal eclesiástico; canónigo doctoral, dos años más tarde; asesor de la audiencia episcopal, provisor y vicario, gobernador del obispado en dos ocasiones (por ausencia de los obispos Aldai y Sobrino), comisario general del santo oficio, canónigo tesorero, chantre, arcediano y finalmente deán en 1797.
En su carrera como catedrático, nos encontramos que para 1755 fue nombrado examinador en sagrados cánones en la universidad de San Felipe, al año siguiente el gobernador del reino Manuel de Amat y Junyent le nombró para ejercer la cátedra de instituta, ejerció dicha cátedra durante doce años hasta que fue nombrado rector en 1764, teniendo él 33 años, cargo que generalmente sólo alcanzaban en Chile los catedráticos de una edad muy avanzada. 
Reformó el sistema de estudios y fomentó la construcción de más instalaciones para la universidad, razón por la cual fue reelegido por el gobernador Antonio de Guill y Gonzaga.
Posteriormente seguiría ejerciendo como catedrático y rector a la vez que miembro del tribunal eclesiástico, donde fue reconocido por su capacidad para resolver conflictos con «dulzura, sentido del humor y tolerancia».
Cuando su majestad Carlos III ordenó la expulsión de los jesuitas, fue nombrado parte de la «dirección de temporalidades de Indias», encargada de expropiar y administrar los bienes de éstos y solucionar el vacío que dejaba en la sociedad civil su expulsión. Entendiendo que por aquel entonces, los jesuitas eran responsables de gran cantidad de prestaciones sociales en el reino, principalmente ligadas a la educación y a la salud. 
Sin embargo, esto no fue del agrado de Martínez de Aldunate, puesto que él era un simpatizante de la Compañía de Jesús. Según se documenta, protegió a numerosos jesuitas de la persecución y proscripción, entre ellos, numerosos amigos, compañeros y estudiantes. Debido a esta ayuda a multitud de perseguidos, años más tarde el jesuita Manuel Lacunza, conseguiría la consagración del Sagrado Corazón de Jesús para todo el reino de Chile como agradecimiento a la ayuda de Martínez de Aldunate.
Todos estos logros le valieron la fama en España, pero algunos detractores en Chile, lo que causaría que fuera promovido al episcopado de Huamanga a la edad de 73 años. Pese a no estar del todo conforme con la decisión (al alejarlo de su seno familiar), decidió ceder todas sus bienes a los pobres de Santiago. 
Pese a que Martínez de Aldunate se fue con la idea de no volver, a los pocos años, el obispo de Santiago Francisco José Marán falleció. Tanto la sociedad civil como la eclesiástica escribieron innumerables súplicas al monarca español para que el doctor ocupara la vacante. Las peticiones fueron tantas, que la Junta Suprema Central, en ausencia de su majestad Fernando VII durante la ocupación napoleónica de España, decretó la vuelta de Martínez de Aldunate a Santiago como obispo. Pese a haber sido elegido oficialmente como obispo de Santiago, la ratificación final de la Santa Sede nunca se hizo llegar, puesto que éstas se pausaron en todo el continente hasta 1832 dada la situación sociopolítica de América.
Para la vuelta de Martínez de Aldunate, a finales de 1810, en Chile ya se había establecido la Primera Junta de Gobierno. Se celebró su llegada con gran aparato y pompa, sobre todo por parte de los liberales, puesto que era bien conocido su apoyo a cierto nivel de independencia. La importancia que tenía para la sociedad del reino de por aquel entonces, era tanta, que no se dudó en nombrarle como el primer vocal de la junta y a la vez como vicepresidente.
Sin embargo Martínez de Aldunate no podría hacer mucho uso de estos cargos, pues fallecería a los pocos meses, en abril de 1811.